# Maizières, Calvados

Maizières este o comună în departamentul Calvados, Franța. În 1 ianuarie 2022 avea o populație de 428 de locuitori.